# Michel Corrette
Pour l’article homonyme, voir Gaspard Corrette.
Michel Corrette est un compositeur et organiste français de la période baroque tardive, voire classique, né à Rouen le 10 avril 1707 et mort à Paris le 21 janvier 1795.

## Biographie
Fils de l'organiste Gaspard Corrette et de Marguerite Thérèse Vérard, Michel Corrette quitte Rouen en 1720 pour poursuivre une formation qui avait sans doute été commencée par son père, organiste de l'église rouennaise de Saint-Herbland et ami de Jacques Boyvin, titulaire de l'orgue de la cathédrale de Rouen. En 1726, il se présente au concours pour le poste d’organiste de l’église Sainte-Madeleine en la Cité ; les trois concurrents ont joué également bien, mais le poste est confié à Thoutain. Corrette gagne alors sa vie comme professeur de musique et il publie dès 1727 ses premiers recueils de sonates (flûte, violon, cuivres et aussi musette, vielle à roue qui deviennent à la mode). En 1728, il est l’un des premiers musiciens français à éditer des concertos, d’après le modèle à ritournelle de Vivaldi.
Le 8 janvier 1733, il épouse Marie-Catherine Morize, dont il aura deux enfants. À cette époque, il vient d’être engagé comme chef d’orchestre dans les foires parisiennes de Saint-Laurent (en automne) et de Saint-Germain (début février jusqu’aux Rameaux) où les théâtres qui amusaient le public avaient pris le nom d’« opéra comique ». Corrette y crée ses fameux concertos comiques : composés sur des thèmes populaires, ils servaient de divertissements dansés entre les pièces de théâtre, le plus souvent en un acte. La série des 25 concertos comiques se continuera jusqu’en 1773.
Le Concerto turc est composé en 1742 à l'occasion de la venue à Paris de l'ambassadeur ottoman Yirmisekizzade Mehmed Saïd Pacha, grand amateur de culture française.
Devenu organiste de Sainte-Marie du Temple, il publie en 1737 son Premier Livre d’Orgue, qui sera suivi en 1750 et en 1756 par un Second et un Troisième Livres. Il est ainsi au service des prieurs du Temple, issus de la famille royale : successivement le chevalier d’Orléans, le prince de Conti (prieur de 1749 à sa mort en 1776) et le duc d’Angoulême. La page de titre de son Premier Livre de Noëls (1741) le présente comme organiste de la Maison professe des Jésuites, c’est-à-dire l’église Saint-Louis, où la musique était très appréciée. Le musicien quittera cette tribune en 1762, lors de l’expulsion de la Compagnie. Michel Corrette est donc l'un des organistes les plus en vue de Paris : il restera en poste au Temple de Paris jusqu’à ce que la Révolution française désaffecte l’église en 1791. Corrette a publié le dernier livre d’orgue de l’Ancien Régime : les Pièces pour l’orgue dans un genre nouveau (1787).
Corrette, qui occupe ces fonctions officielles d’organiste, est aussi un compositeur fécond, et l’ensemble de son œuvre nous fait mieux comprendre la pratique musicale et l’évolution du goût à Paris à son époque. Si l’on prend l’exemple de ses ouvrages pour le clavecin, on voit que son Premier Livre (1734) est encore proche de Couperin (suites de danses avec des titres), mais les huit livres suivants, intitulés Les Amusements du Parnasse (de 1749 à 1772) montrent une progression qui commence par une méthode pour débutants (Livre I) pour s’orienter vers des variations des thèmes de concertos comiques (Livre II), puis vers des transcriptions d’airs célèbres (Livre III, IV, VI), et enfin des transcriptions de marches militaires, et de romances à la mode (Livre VIII) – on remarque que les livres V et VII sont perdus. Il faut ajouter à cela de belles Sonates pour clavecin avec accompagnement de violon (1742), et des Divertissements pour clavecin ou pianoforte (1779) qui vont jusqu’à utiliser des clusters (coups canons dans le Combat naval).
Corrette fut aussi un grand pédagogue, comme en témoignent ses méthodes instrumentales. Il suffit d’en voir la liste pour comprendre qu’à l’instar des encyclopédistes, il voulait codifier et divulguer l’ensemble des pratiques musicales de son temps. Ses livres d’accompagnement (Le Maître de clavecin, 1753 et Les Prototypes, 1754) ont eu un énorme succès, si l’on en juge par le nombre d’exemplaires que l’on trouve dans les grandes bibliothèques.
Corrette organisait chez lui à partir de 1748 des concerts hebdomadaires où il se produisait avec ses élèves et des amateurs doués, tels que le prince d’Ardore ou le musicographe allemand Marpurg. Cela lui permettait aussi de vendre des partitions et de diffuser de la musique italienne dont il fut un fervent défenseur.
Corrette a obtenu des privilèges pour éditer non seulement ses propres œuvres, mais celle de musiciens de son choix et en particulier des maîtres italiens. C’est dans le cadre de ces concerts privés qu’il faisait jouer ses Concertos pour orgue ou clavecin (parmi les tout premiers concertos pour clavier en France, en 1756) et ses nombreuses sonates et concertos pour toutes sortes d’instruments, y compris la viole d'Orphée, instrument qu’il invente pour utiliser les violes délaissées en les montant avec des cordes métalliques ! (1773).
Sa musique religieuse (motets, messes, psaumes) a presque complètement disparu, sauf le Psaume Laudate Dominum, constitué par Corette à partir du Printemps de Vivaldi (1765), les III Leçons de Ténèbres (1784) et les Quatre messes à deux voix égales (1788) qui ont été publiées de son vivant.
Dans son grand âge, Corrette continue à s’intéresser aux évènements qui bouleversent son pays, et il publie des œuvres révolutionnaires qui sont hélas perdues. Il meurt à 87 ans le 21 janvier 1795.
Michel Corrette, qui a été injustement méconnu, tient une place unique dans la musique du XVIIIe siècle français. Il aura été à la fois le serviteur des plus grands personnages de l’État (les prieurs du Temple au XVIIIe siècle sont des princes de sang) et un artiste qui s’intéresse à la chanson populaire et aux émois de la population (par exemple, en 1783, il célèbre le premier vol aérien avec la cantate Le Globe volant !). Il est à la fois un défenseur du répertoire français (vaudevilles, airs à la mode) et un propagateur de la musique italienne. Toujours à l’affût des nouveautés de la vie musicale parisienne, il en saisit le meilleur et il en fait son bien, avec une gaîté inaltérable et un humour plein d’esprit. Bien que savant et même érudit, il compose une musique agréable qui apparemment n’a d’autre prétention que d’être bien composée et de vouloir plaire à ces amateurs de plus en plus nombreux qui veulent jouer de la musique : à cette époque l’art n’appartient plus seulement aux professionnels mais devient accessible aux nombreux dilettantes, issus aussi bien de la noblesse, de la bourgeoisie que de nouvelles classes moyennes. Avec Michel Corrette, nous retrouvons une musique heureuse et joyeuse, tout à fait dans l’esprit du siècle de Louis XV.
Michel Corrette meurt à Paris le 21 janvier 1795, à l’âge de 87 ans.
Une voie de Rouen porte son nom.

## Œuvres de Michel Corrette

### Les méthodes
- L'École d’Orphée, Méthode de violon dans le goût Français et Italien (1738; 2e éd. 1779 perdue).
- Méthode de flûte (1740, retir. 1753, rééd. 1773).
- Méthode pour apprendre le violoncelle (1741, 1783)[6]
- Méthode de par-dessus de viole à 5 et à 6 cordes avec des Leçons à I. et II. Parties (1748).
- Les Amusemens du Parnasse, Méthode courte et facile pour apprendre à toucher le clavecin (1749, 1779).
- Le Maître de clavecin pour l’accompagnement (1753, c. 1775, 1790).
- Prototipes contenant des leçons d’Accompagnement par demandes et par réponses (1754, 1762, 1775).
- Le Parfait Maître à chanter (Méthode de solfège chanté) (1758, 1782).
- Les Dons d’Apollon, méthode de guitare par musique et tablature (1762).
- Nouvelle méthode de mandoline (et tablature du cistre) (1772).
- Méthodes de contre-basse à 3, à 4, à 5 cordes, de la quinte ou alto et de la viole d’Orphée (1773).
- Méthode de harpe (1774), perdue.
- La Gamme du hautbois et du basson (1776), perdu.
- Méthode de quinte ou alto (1785), perdue.
- L’Art de se perfectionner dans le violon (1782).
- La Belle Vielleuse, Méthode de vielle (1783, c.1825).
- Le Berger Galant, Méthode de flûte à bec (1784), perdue.

### Les concertos
25 Concertos comiques :
1. Le Mirliton, ouvrage utile aux mélancoliques, 1732.
2. L'Allure, 1732.
3. Margoton, ouvrage récréatif.
4. Le Quadrille, 1733.
5. La femme est un grand embarras, 1733.
6. Le Plaisir des dames, 1733 (les 6 premiers concertos forment un recueil, Œuvre VIII "Ouvrage amusant et très récréatif").
7. La Servante au bon tabac, 1733.
8. Biron, 1734.
9. Les Tricotets, 1735.
10. Ma mie Margo, 1735.
11. La Tante Tourelourette et le Plaisir d'être avec vous, 1736.
12. La Découpure, 1737.
13. La Béquille du Père Barnaba, 1737.
14. La Choisy, 1741.
15. Concerto Turc, 1742.
16. Vla c'que c'est qu'd'aller aux bois, 1743.
17. Les Pantins, 1748.
18. La Tourière, 1748.
19. La Turque et la Confession, 1749-50.
20. Nous nous marierons dimanche, 1751.
21. Les Amours de Thérèse et de Colin, 1755.
22. La Prise de Port-Mahon, 1756, perdu.
23. Ramponau, c. 1760. perdu.
24. La Marche du Huron ; Comme l'Amour, soyons enfants ; On dit qu'à quinze ans, on plaît, on aime, on se marie, c.1773.
25. Les Sauvages et la Furstemberg, c.1773.

### Autres concertos
- pour flûte, violons, hautbois
  - Œuvre III, 1728.
  - Œuvre IV, 1728.

- pour vielles ou musettes
  - Le Berger Fortuné, 1737.
  - Les Récréations du Berger Fortuné, 1737.
  - Les Voyages du Berger Fortuné aux Indes Orientales, 1737.
  - L'Asne dort, 1740.

- pour orgue ou clavecin: 
  - VI Concerti a sei Strumenti, Cimbalo o Organo obligati, Opera XXVI, 1756.

- pour le violoncelle : 
  - Le Phenix, concerto pour quatre Violoncelles, Violes ou Bassons, c. 1735.

- sur des thèmes de noëls

1. Concerto Spirituel, 1731.
2. Pastorale, 1732.
3. III Concerto de Noëls, 1735.
4. Noëls Suisses, 1737.
5. Noël Allemand "Lobt Gott, ihr Christen, alle gleich", 1741.
6. Concerto de noëls, 1754, perdu.

### Orchestre
- Les Ages. Ballet Pantomime, œuvre X (28 juillet 1733)
- Concert de Simphonies, œuvre XV, incomplet, 1735.
- Six Symphonies en Quatuor sur les Noëls, 1762
- Carillon, ajouté à la Messe des Morts de Jean Gilles, 1764.

### Instruments

#### Clavecin
- Premier Livre de Pièces de clavecin, Œuvre 12e, 1734.
- Livre de sonates pour le clavecin avec accompagnement de violon, Opera XXV, 1742.
- Livre I. Les Amusemens du Parnasse. Méthode courte et facile pour apprendre à toucher le Clavecin, avec les plus jolis airs à la mode, où les doigts sont chiffrés pour les Commençans, 1749.
- Livre II. Les Amusemens du Parnasse, Brunettes et les plus jolis airs à la mode avec des variations, c. 1752.
- Livre III des Amusemens du Parnasse, contenant les belles Ariettes Italiennes qui ont été chantées au Concert Spirituel et à l'Opéra Italien, mises en pièces de clavecin, 1754.
- Livre IV des Amusements du Parnasse, contenant les Belles Arietes Italiennes, Chansons, Menuets, et autres jolis airs, le tout ajusté pour le Clavecin, 1762.
- Livre V des Amusements du Parnasse, contenant des ariettes de l'opéra-comique et autres jolis airs. Le tout arrangé pour le clavecin, 1769, perdu.
- Livre VI des Amusemens du Parnasse, contenant la Marche des Gardes Françaises et celle des Gardes Suisses, avec des Ariettes choisies accommodées pour le clavecin, 1769.
- Livre VII des Amusemens du Parnasse, contenant des Ariettes choisies, Marches, Menuets et Romances avec des variations pour le clavecin. Plusieurs de ces pièces peuvent se jouer sur la harpe, 1771, perdu.
- Livre VIII des Amusemens du Parnasse, contenant des Ariettes Italiennes Romances avec des variations accommodées pour le clavecin. Ces Marches font un bel effet sur les Grands Jeux de l'orgue, 1772.
- Divertissemens pour le Clavecin ou le Forte Piano, contenant Les Échos de Boston et la Victoire d'un Combat naval, 1779.

#### Orgue
- Premier Livre d'orgue (Magnificat tons 1-4), 1737.
- IIe Livre d'Orgue. Œuvre XXVI (sic) (Magnificat tons 5-8), 1750.
- Nouveau Livre de Noëls avec un Carillon pour le Clavecin ou l'Orgue (1741, rééd. 1753).
- IIIe Livre d'Orgue contenant les messes et les hymnes de l'Église.., 1756.
- XII Offertoires: I. La St. Augustin - II. La St. Benoist - III. La St. Louis - IV. La St. Bernard - V. La St. Dominique - VI. La S. Pierre S. Paul - VII. La St. François - VIII. La saint Jean - IX. La Ste. Cécile (en partie) - X. ? (perdu) - XI. ? (en partie) - XII. La Renommée. (1766). Ces Offertoires, considérés comme perdus, ont été retrouvés récemment ; la BnF a fait jouer son droit de préemption pour acquérir cet imprimé ayant appartenu à Mathilde Oberti en 1862. Voir plus bas des exemples sonores.
- Noëls avec des variations, l'O Filii et un Carillon... qui peuvent s'exécuter sur l'orgue et le piano-forte, 1782, perdus.
- Pièces pour l'orgue dans un genre nouveau... avec le mélange des jeux et la manière d'imiter le tonnerre, 1787.

#### Flûte, Violon
- Sonates pour violon et basse continüe. Œuvre I, 1727, perdues.
- Sonates pour 2 flûtes traversières sans basse. Œuvre II, 1727 ; rééd. 1740.
- Menuets dans le goût français et italien pour les flûtes, hautbois et violons avec la basse continüe, 1733.
- Sonates pour la flûte traversière ou violon avec la basse continue composée pour le violon de Chelle ou basson, Opera XIII, 1734.
- Sonates en trio pour la flûte traversière et violon avec la basse continue. Opera XIV, c. 1735.
- Menuets nouveaux pour le violon avec la basse pour le violoncelle, viole et basson, exécutés à la Comédie Française par la Nouvelle Orchestre, 1736-37.
- Trois livres de contredanses, 1742, perdus.
- Sonatilles, solo pour la flûte traversière ou violon avec la basse. Œuvre XIX, 1739.
- Trois Livres de Duos pour la flûte. Œuvre 21, 22 & 23, 1740, perdus.
- VI Duetti a due Violini o a flauti traversi, Opera XXIIIa, 1740.
- Les plus beaux vaudevilles, chansons, et contredanses anglaises accommodés pour deux flûtes ou violons, 1740, perdus.

#### Violoncelle
- Les Délices de la Solitude, sonates pour le violoncelle, viole, basson avec la basse continüe chiffrée. Œuvre XX, 1738-9.
- Noël pour deux violoncelles et basse, 1781, perdu.

#### Musette, vielle
- Pièces pour la musette ou vièle, flûte à bec, flûte traversière, hautbois, dessus de viole et violon. Œuvre V, 1729.
- Six fantaisies à trois parties pour la vièle ou musette, flûte et basse continue. Œuvre VI, 1729.

#### Cor ou Trompette
- Divertissemens pour deux cors de chasse ou trompettes. Œuvre Septième, c. 1730, Rééd., c. 1737.
- Tons de chasse et fanfares pour le cor de chasse, perdu.
- Divertissement pour cor, 1764, perdu.

### Œuvres vocales
- pour l’Opéra Comique
  - Recueil des Divertissements de l'Opéra Comique... Foire Saint Laurent. Œuvre IXe, 1733.
  - IIe Recueil de l'Opéra Comique...Foire Saint Germain. Œuvre XIe, 1734.
  - Troisième Livre d'Airs à chanter. Œuvre XVIIe, 1735-1736, perdu.
  - Quatrième Livre d'Airs à chanter. Œuvre XIX, 1737 ; titre remplacé par Les Délassemens de l'esprit. Vaudevilles et Ariettes de l'Opéra Comique. Tome I, 1737.
  - Les Délassemens de l'Esprit. Tome II, 1738.
  - Les Délassemens de l'esprit. Tome III, 1742, perdu.
  - Les Délassemens. Tome IV, 1754-1758.

- Ariettes, Cantates, Cantatilles, Vaudevilles (seulement les œuvres encore existantes) :
  - Jeanne, Cantatille avec symphonie, 1738.
  - Vaudeville au sujet de l'Alliance de Madame Ire et Philippe II, infant d'Espagne, 1739.
  - La Naissance de la Musette, IIe Cantatille avec Symphonie, 1743.
  - Epouvante tes bords. Air de Basse-Taille. In: Mercure de France, avril 1744.
  - Le Retour du Roy, Cantatille, c. 1742-1748.
  - Je n'avais jamais engagé mon cœur, c. 1755.
  - Epithalame à l'occasion du mariage de Monseigneur le Comte de Marche avec Mademoiselle d'Este, 1759 (ms.).
  - Polymnie, Cantatille, avec Simphonie dans laquelle il y a un violoncelle obligé, 1760.
  - Malbrough, Ariette Nouvelle à voix seule, 1783.

- Œuvres révolutionnaires, toutes perdues
  - Ariette patriotique sur le refrain : « Ah, ça ira, ça ira, ça ira », 1790.
  - Chaconne du Tiers-État, 1790, perdu.
  - Le Triomphe de la Garde Nationale, contenant 2 Ariettes militaires que l'on peut chanter en Duo, avec violons, cors de chasse et basse, 1790.

- Œuvres vocales religieuses
  - Laudate pueri Dominum, Psaume, 1745, perdu.
  - Levavi oculos, motet à grand Chœur, 1745, perdu.
  - Lauda Jerusalem, motet à Grand Chœur, 1748, perdu.
  - Te Deum, 1752, perdu.
  - Laudate Dominum de cælis. Psaume 148. Motet à grand chœur arrangé dans le concert du Printemps de Vivaldi, 22 novembre 1765.
  - Messe avec symphonie à grand chœur et Ecce quam bonum, motet, 22 novembre 1769, perdus.
  - Motets à voix seule avec accompagnement pour l'orgue à l'usage des dames religieuses, 1775, perdu.
  - Leçons de Ténèbres à voix seule avec accompagnement de l'orgue, pour le premier de chaque jour, le Mercredi, le Jeudi et le Vendredi Saint, 1784.
  - Quatre Messes à deux voix égales. Avec l’accompagnement de l’Orgue à l’usage des Dames Religieuses mêlées de Solo, Duo et Chœurs qui peuvent aussi se chanter par les haute-contres et tailles, (1788)[7].
    - IVe Messe pour le tems de Noël, pour deux dessus et orgue.

## Enregistrements
- Les 6 Concertos pour orgue & orchestre op. 26 avec René Saorgin et l'Ensemble baroque de Nice, sous la direction de Gilbert Bezzina.
- Les 6 Concertos pour orgue & orchestre op. 26 par le Concerto Rococo et Jean-Patrice Brosse, au grand orgue de la cathédrale de Saint-Bertrand-de-Comminges (6-8 septembre 1993, Verany / Arion Music) (OCLC 32550279 et 951386279).
- Concerts et concertos comiques par l'ensemble Stradivaria, dir. Daniel Cuiller (Accord 476 2537).
- Symphonies des Noëls, concertos comiques, Ensemble Arion, 1999.
- Le Premier Livre de clavecin & divertissements par Jean-Patrice Brosse (décembre 1999, Verany) (OCLC 48816040).
- Le Clavecin des Lumières, par Jean-Patrice Brosse (décembre 1999, Arion) (OCLC 658746703).
- Les Délices de la solitude (sonates, œuvres XXe, publiée en 1740) par Les Voix Humaines et al. (10-12 novembre 2003, Atma classique) (OCLC 319910965).
- Les Amusemens du Parnasse, Livres II et III, par Jean-Patrice Brosse (juillet 2006, Verany) (OCLC 866734991).
- Messe à deux voix égales avec l'accompagnement de l'orgue, à l'usage des dames religieuses par Catherine Greuillet, Emmanuelle Martin, Julie Robard (1er et 2e dessus), Damien Colcomb, orgue ; Le Concert des Dames (Ensemble vocal féminin), Frédéric Bourdin (dir.) (2007, Hortus 047) (OCLC 717803139).
- Messe pour le temps de Noël (1788), Nouveau Livre de Noëls (1741), Olivier Vernet (orgue), Guillemette Laurens (mezzo-soprano) et Anne Magouët (soprano), 2007

### Exemples sonores
- YouTube Michel Chapuis joue l'intégrale des noëls à l'orgue historique J. H. Clicquot de Souvigny (1979).
- YouTube Offertoire la St-Dominique, par Jean-Luc Perrot aux orgues Callinet de l'église Notre-Dame à Saint-Étienne.
- YouTube Offertoire la St-Benoist, par Jean-Luc Perrot aux orgues Callinet de l'église Notre-Dame à Saint-Étienne.
- YouTube Noël provençal, par Jean-Luc Perrot aux orgues Callinet de l'église Notre-Dame à Saint-Étienne.
- YouTube Noël Je me suis levé, sur les flûtes, par Jean-Luc Perrot aux orgues Callinet de l'église Notre-Dame à Saint-Étienne.
- YouTube Basse de trompette du 3e Livre d’orgue, Pastór de Lasala.
- YouTube L’Éclatante, offertoire du 3e Livre d’orgue, Pastór de Lasala.
- YouTube Grand Jeu du Magnificat en la majeur (Premier Livre d’Orgue, 1737), par André Isoir.
- YouTube Grand Kyrie du 3e Livre d'orgue par Jean-Luc Perrot à l'orgue de type classique français de Guilbault-Thérien, chapelle du Grand Séminaire de Montréal, (1990).
- YouTube Messe pour le tems de Noël, avec Guillemette Laurens & Anne Magouët, sopranos, Olivier Vernet, orgue de  Jean-André Silbermann (1750) à Soultz.
- YouTube Carillon des Morts, publié en 1764, pour conclure le Requiem de Gilles, Musica Antiqua Köln.
- YouTube, Première suite pour Musette/Vielle et basse continue: 2 Rondeaux. Eduardo Antonello, vielle à roue, basse de viole et clavecin
- YouTube Pièces de clavecin jouées par C.-A. Schleppy (Suisse).